# 김도휘
김도휘는 ('1972년 9월 23일' ~ ) 대한민국의 TBC(대구방송)아나운서이다.

## 경력
- '2000:' TBC 아나운서

## 학력
- 세종대학교 경영학 학사
- 세종대학교 대학원 경영학 석사

## 진행

### TV
- 민방 네트워크 뉴스
- TBC 볼링
- 생방송 굿데이 프라이데이
- 네트워크 현장! 고향이 보인다
- TBC 주말뉴스
- 행복충전 토요일이 좋다
- TBC 8 뉴스
- 고령, 대가야의 숨결로 꽃피다 - 화면해설
- 꿈꾸는 운동장 두두두

### FM
- 프로야구 중계
- 라디오 세상(연출)
- 드림FM 가요퍼레이드
- 그대 창가에서
- 장예은의 매직? 뮤직!(연출)